# Thitarodes altaicola
Thitarodes altaicola är en fjärilsart som beskrevs av Wang 1990. Thitarodes altaicola ingår i släktet Thitarodes och familjen rotfjärilar. Inga underarter finns listade i Catalogue of Life.